# Zarządzanie tożsamością
Zarządzanie tożsamością (ang. identity management) – zarządzanie prawami dostępu do zasobów informacyjnych, czyli procedury określające kto może mieć dostęp do zasobów informacyjnych oraz co może z tymi zasobami zrobić i systemy nadzorujące realizację tych ustaleń.
Zasadą jest, że zakres dostępu powinien być minimalny, ale zarazem wystarczający do pełnienia wyznaczonych obowiązków (ang. least privilege).
Schemat nadawania uprawnień jest następujący:
- określenie zadań pracownika („roli” w organizacji) – wykonuje przełożony pracownika
- określenie systemów i aplikacji jakie będą mu potrzebne do wykonywania tych zadań – wykonuje „właściciel systemu”
- określenie zakresu dostępu do danych w wymienionych systemach – wykonuje „właściciel systemu”
- weryfikacja uprawnień – wykonuje komórka bezpieczeństwa
- nadanie uprawnień – wykonują administratorzy[2]

Aktualność uprawnień należy stale nadzorować. W przypadku odejścia pracownika, zmiany stanowiska lub zmiany zakresu obowiązków procedurę nadawania uprawnień należy natychmiast powtórzyć.
Metodyka Role Based Access Control (RBAC) znajduje się w normach ANSI.

## Systemy zarządzania tożsamością
System zarządzania tożsamością (ang. Identity Management System) odnosi się do systemu informatycznego lub zestawu technologii, które mogą być wykorzystane do zarządzania tożsamością w przedsiębiorstwie lub między różnymi sieciami.
- Access Control List
- Active Directory
- Backup Domain Controller
- Central Authentication Service
- Clerk
- Directory service
- Global Login System
- Hitachi ID Systems, Inc.
- Horus Identity Management (Horus ID.m)
- Keycloak
- Liberty Alliance
- Metadirectory
- Microsoft Azure Active Directory
- Microsoft Passport Network
- eDirectory dawniej znane jako Novell Directory Services (NDS)
- Novell Identity Manager
- Okta
- OpenLDAP (Lightweight Directory Access Protocol)
- Oracle Identity Management
- IBM Tivoli Identity Manager
- Oracle Identity Manager
- Pluggable Authentication Modules
- Primary Domain Controller
- Rolecall
- Single sign-on
- Fedora Directory Server (dawnej znane jako Netscape Directory Server lub Ret Hat Directory Server)[4][5]